# 星形狸藻
星形狸藻（学名：Utricularia stellaris）为狸藻属中型至大型浮水生食虫植物。其种加词“stellaris”来源于拉丁文“stella”，意为“星星”。星形狸藻分布于非洲、亚洲热带地区及澳大利亚北部。

## 外部連結
- 食虫植物照片搜寻引擎中星形狸藻的照片 （页面存档备份，存于）

 维基共享资源上的相關多媒體資源：星形狸藻
 維基物種上的相關：星形狸藻